# Methanogenium
Genre
Espèces de rang inférieur
- Methanogenium boonei
- Methanogenium cariaci
- Methanogenium frigidum
- Methanogenium marinum
- Methanogenium organophilum

Methanogenium est un genre d'archées méthanogènes de l'ordre des Methanomicrobiales.